# Вознесеновка (Михайловский район)
Вознесеновка — упразднённое село в Михайловском районе Амурской области. Исключено из учётных данных в 1976 году.

## География
Располагалось на левом берегу реки Завитая севернее пади Вознесеновская, на расстоянии примерно 13 километра (по прямой) к северо-востоку от села Михайловка.

## История
Деревня Вознесенская была основана в 1866 или 1870 году переселенцами из Томской губернии. В 1891 году деревня состояла из 24 дворов и 157 жителей. Основное занятие населения: земледелие и извоз.
По данным на 1916 год деревня Вознесеновка состояла из 42 дворов (население составляло 326 человек) и входила в состав Завитинской волости 7-го стана Амурского уезда Амурской области.
По данным 1926 года в Вознесеновке имелось 62 хозяйства (55 крестьянского типа и 7 прочих) и проживало 444 человека (226 мужчин и 218 женщин). В национальном составе населения преобладали русские. В административном отношении являлась центром Вознесеновского сельсовета Михайловского района Амурского округа Дальневосточного края.
Решением Амурского исполкома от 18 мая 1976 года № 208, село Вознесеновка исключёно из учётных данных как фактически не существующее.